# Élections sénatoriales américaines de 1996
Les élections sénatoriales américaines de 1996 ont eu lieu le 5 novembre 1996 pour renouveler 33 des 100 sièges du Sénat des États-Unis (classe 2) ainsi qu'un siège vacant. Elles se déroulent deux ans après la Révolution républicaine, qui voit les républicains reprendre la Chambre des représentants et le Sénat aux démocrates.
Parmi les 33 sénateurs sortants, 13 choisissent de ne pas se représenter, battant un record de plus d'un siècle. Ces sénateurs sont principalement des sénateurs modérés et connus pour leur travail bipartisan.
Alors que Bill Clinton est réélu président, le Parti républicain conserve le contrôle de la chambre haute du Congrès américain, en accroissant sa majorité de deux sièges.
Outre la présidentielle, ces élections se déroulent en même temps que des élections des gouverneurs et des représentants.

## Situation par État
| État                 | Sortant  | Sortant             | Sortant | Sortant | Sortant       | Élu      | Élu               | Élu   | Résultats (> 5 % des voix)                                                          |
| État                 | Sénateur | Sénateur            | Parti   | Élu en  | Statut        | Sénateur | Sénateur          | Parti | Résultats (> 5 % des voix)                                                          |
| -------------------- | -------- | ------------------- | ------- | ------- | ------------- | -------- | ----------------- | ----- | ----------------------------------------------------------------------------------- |
| Alabama              |          | Howell Heflin       | D       | 1978    | Non candidat  |          | Jeff Sessions     | R     | Jeff Sessions (R) : 52,5 % Roger Bedford (D) : 45,5 %                               |
| Alaska               |          | Ted Stevens         | R       | 1968    | Candidat      |          | Ted Stevens       | R     | Ted Stevens (R) : 76,7 % Jeff Whittaker (V) : 12,5 % Theresa Obermeyer (D) : 10,3 % |
| Arkansas             |          | David Pryor         | D       | 1978    | Non candidat  |          | Tim Hutchinson    | R     | Tim Hutchinson (R) : 52,7 % Winston Bryant (D) : 47,3 %                             |
| Caroline du Nord     |          | Jesse Helms         | R       | 1972    | Candidat      |          | Jesse Helms       | R     | Jesse Helms (R) : 52,6 % Harvey Gantt (D) : 45,9 %                                  |
| Caroline du Sud      |          | Strom Thurmond      | R       | 1956    | Candidat      |          | Strom Thurmond    | R     | Strom Thurmond (R) : 53,4 % Elliot Close (D) : 44 %                                 |
| Colorado             |          | Hank Brown          | R       | 1990    | Non candidat  |          | Wayne Allard      | R     | Wayne Allard (R) : 51,4 % Tom Strickland (D) : 45,7 %                               |
| Dakota du Sud        |          | Larry Pressler      | R       | 1978    | Candidat      |          | Tim P. Johnson    | D     | Tim Johnson (D) : 51,3 % Larry Pressler (R) : 48,7 %                                |
| Delaware             |          | Joe Biden           | D       | 1972    | Candidat      |          | Joe Biden         | D     | Joe Biden (D) : 60 % Raymond J. Clatworthy (R) : 38,1 %                             |
| Géorgie              |          | Sam Nunn            | D       | 1972    | Non candidat  |          | Max Cleland       | D     | Max Cleland (D) : 48,9 % Guy Millner (R) : 47,5 %                                   |
| Idaho                |          | Larry Craig         | R       | 1990    | Candidat      |          | Larry Craig       | R     | Larry Craig (R) : 57 % Walt Minnick (D) : 39,9 %                                    |
| Illinois             |          | Paul Simon          | D       | 1984    | Non candidat  |          | Dick Durbin       | D     | Dick Durbin (D) : 56,1 % Al Salvi (R) : 40,7 %                                      |
| Iowa                 |          | Tom Harkin          | D       | 1984    | Candidat      |          | Tom Harkin        | D     | Tom Harkin (D) : 51,8 % Jim Ross Lightfoot (R) : 46,7 %                             |
| Kansas               |          | Nancy Kassebaum     | R       | 1978    | Non candidate |          | Pat Roberts       | R     | Pat Roberts (R) : 62 % Sally Thompson (D) : 34,4 %                                  |
| Kansas (partielle)   |          | Sheila Frahm        | R       | 1996    | Candidate     |          | Sam Brownback     | R     | Sam Brownback (R) : 53,9 % Jill Docking (D) : 43,3 %                                |
| Kentucky             |          | Mitch McConnell     | R       | 1984    | Candidat      |          | Mitch McConnell   | R     | Mitch McConnell (R) : 55,5 % Steve Beshear (D) : 42,8 %                             |
| Louisiane            |          | J. Bennett Johnston | D       | 1972    | Non candidat  |          | Mary Landrieu     | D     | Résultats du 2d tour : Mary Landrieu (D) : 50,1 % Woody Jenkins (R) : 49,9 %        |
| Maine                |          | William Cohen       | R       | 1978    | Non candidat  |          | Susan Collins     | R     | Susan Collins (R) : 49,2 % Joseph E. Brennan (D) : 43,8 %                           |
| Massachusetts        |          | John Kerry          | D       | 1984    | Candidat      |          | John Kerry        | D     | John Kerry (D) : 52,2 % William Weld (R) : 44,7 %                                   |
| Michigan             |          | Carl Levin          | D       | 1978    | Candidat      |          | Carl Levin        | D     | Carl Levin (D) : 58,4 % Ronna Romney (R) : 39,9 %                                   |
| Minnesota            |          | Paul Wellstone      | D       | 1990    | Candidat      |          | Paul Wellstone    | D     | Paul Wellstone (DFL) : 50,3 % Rudy Boschwitz (R) : 41,3 %                           |
| Mississippi          |          | Thad Cochran        | R       | 1978    | Candidat      |          | Thad Cochran      | R     | Thad Cochran (R) : 71 % James Hunt (D) : 27,4 %                                     |
| Montana              |          | Max Baucus          | D       | 1978    | Candidat      |          | Max Baucus        | D     | Max Baucus (D) : 49,5 % Dennis Rehberg (R) : 44,7 %                                 |
| Nebraska             |          | J. James Exon       | D       | 1978    | Non candidat  |          | Chuck Hagel       | R     | Chuck Hagel (R) : 56,1 % Ben Nelson (D) : 41,7 %                                    |
| New Hampshire        |          | Bob Smith           | R       | 1990    | Candidat      |          | Bob Smith         | R     | Bob Smith (R) : 49,3 % Richard Swett (D) : 46,2 %                                   |
| New Jersey           |          | Bill Bradley        | D       | 1978    | Non candidat  |          | Robert Torricelli | D     | Robert Torricelli (D) : 52,7 % Dick Zimmer (R) : 42,5 %                             |
| Nouveau-Mexique      |          | Pete Domenici       | R       | 1972    | Candidat      |          | Pete Domenici     | R     | Pete Domenici (R) : 64,7 % Art Trujillo (D) : 29,8 %                                |
| Oklahoma             |          | Jim Inhofe          | R       | 1994    | Candidat      |          | Jim Inhofe        | R     | Jim Inhofe (R) : 56,7 % James Boren (D) : 40,1 %                                    |
| Oregon               |          | Mark Hatfield       | R       | 1966    | Non candidat  |          | Gordon Smith      | R     | Gordon Smith (R) : 49,8 % Tom Bruggere (D) : 45,9 %                                 |
| Rhode Island         |          | Claiborne Pell      | D       | 1960    | Non candidat  |          | Jack Reed         | D     | Jack Reed (D) : 63,3 % Nancy J. Mayer (R) : 35 %                                    |
| Tennessee            |          | Fred Thompson       | R       | 1994    | Candidat      |          | Fred Thompson     | R     | Fred Thompson (R) : 61,4 % J. Houston Gordon (D) : 36,8 %                           |
| Texas                |          | Phil Gramm          | R       | 1984    | Candidat      |          | Phil Gramm        | R     | Phil Gramm (R) : 54,8 % Victor Morales (D) : 43,9 %                                 |
| Virginie             |          | John Warner         | R       | 1978    | Candidat      |          | John Warner       | R     | John Warner (R) : 52,5 % Mark Warner (D) : 47,4 %                                   |
| Virginie-Occidentale |          | Jay Rockefeller     | D       | 1984    | Candidat      |          | Jay Rockefeller   | D     | Jay Rockefeller (D) : 76,6 % Betty Burks (R) : 23,4 %                               |
| Wyoming              |          | Alan K. Simpson     | R       | 1978    | Non candidat  |          | Mike Enzi         | R     | Mike Enzi (R) : 54,1 % Kathy Karpan (D) : 42,2 %                                    |